# 수안보초등학교
수안보초등학교는 충청북도 충주시 수안보면 안보리에 있는 공립 초등학교이다.

## 학교 연혁
- 1921년 5월 20일 괴산군 수안보공립보통학교 개교(現 수안보상록호텔)
- 1938년 4월 1일 수안보공립심상소학교 개칭
- 1941년 4월 1일 수안보공립국민학교 개칭
- 1955년 4월 25일 석문분교장 설립인가
- 1963년 1월 1일 중원군(충주시) 편입
- 1981년 3월 2일 병설유치원 개원
- 1982년 6월 23일 현 위치(안보리)로 교사 이전
- 1992년 2월 28일 미륵분교장 통폐합
- 1996년 3월 1일 수안보초등학교로 개칭
- 2013년 9월 1일 제35대 김응환 교장 부임
- 2014년 3월 1일 예술꽃씨앗학교 운영
- 2016년 2월 4일 제92회 졸업식(12명 졸업: 총 6,790명)
- 2016년 3월 2일 입학식(5명, 48명)
- 2017년 2월 10일 제93회 졸업식(16명 졸업: 총 6,806명)
- 2017년 3월 2일 입학식(7명, 39명)

## 학교 상징
- 교화 : 장미 - '사랑'을 나타내는 장미는 아름다운 색깔과 향기로 전 세계인의 사랑을 듬뿍 받는 꽃 중의 꽃이다. 수안보 어린이들도 나와 이웃을 사랑하는 따뜻하고 아름다운 마음씨를 키우며 자라자.
- 교목 : 전나무 - 늘 푸르고 늠름한 기상을 자랑하며 깨끗한 환경에서 구부러지지 않고 곧게 자란다. 다 자라면 목재로 쓰이는 아주 귀중한 나무이다. 수안보 어린이들도 전나무의 기상을 이어 받아 바르고 건강하며 슬기로운 어린이가 되자.

## 참고 자료
- 수안보초등학교 - 한국교육학술정보원 학교알리미